# Philippe Étancelin
Philippe Étancelin (2. prosince 1896 Rouen – 13. října 1981 Neuilly-sur-Seine) byl francouzský automobilový závodník.

## Život
Philippe Étancelin byl bohatý statkář a schopný obchodník s vlnou. Snadno rozpoznatelný svou proslavenou obrácenou čepicí, která se stala jeho obchodní známkou, Phi-Phi, tak jak mu říkali přátelé.
V lednu roku 1926 si koupil Bugatti T35 a zúčastnil se s ním závodu do vrchu.
Již následující rok zvítězil ve svém prvním závodě, byla jím Grand Prix de la Marne, která byla součástí Francouzského národního šampionátu a toto vítězství mu vyneslo celkově čtvrté místo. Rok 1929 mu přinesl hned čtyři prvenství v Grand Prix, převážně pořádaných ve Francii, ale také těžké zranění při Velké ceně Francie, když mu praskla v plné rychlosti náprava. Po návratu z nemocnice nejenže se dokázal vrátit na závodní trať, ale zvítězil v Grand Prix Pau a Alžírska.
Rok 1931 odstartoval ještě se svým starým Bugatti, ale ke konci sezóny si pořídil Alfu Romeo 8C se kterou úspěšně bojoval až do poloviny roku 1934, kdy přešel k Maserati. Ale ještě v létě téhož roku znovu zkoušel Alfu v Le Mans, kde společně s Luigim Chinettim tento slavný závod vyhrál. S vozem Maserati často obsazoval druhá či třetí místa, ale vítězství mu unikala i když v roce 1936 zvítězil v Pau. Od té doby se mu nepodařilo vyhrát žádný závod a proto se ke konci sezóny se závody rozloučil.
Vrátil se až v roce 1938, když mu vůz nabídl Anthony Lago, ale výsledky se dostavily až poválce, Phi-Phi se znovu začal rvát o vítězství a roku 1949 se mu to povedlo v Grand Prix Paříže na svém Talbotu Lago. Téhož roku dojel druhý ještě v Marseilles, Monze a Brně. Ještě před zahájením Mistrovství světa posbíral několik pátých míst a ani v šampionátu si nevedl jinak dojel pátý na domácí Grand Prix a musel se podělit o dva body s krajanem Chaboudem, protože se střídali v řízení téhož vozu a také v posledním závodě v Monze získal dva body.
V následujících dvou letech jeho postarší Talbot nestačil konkurenci a Étancelin na body nedosáhl. Po roce 1953 tento snaživý Francouz ukončil svou úspěšnou kariéru, a rozloučil se tak jak se patří na velkého šampióna. Společně s Leveghem dojel třetí v Casablance a na Gran Prix Rouen oprášil svůj starý Talbot a pořádně potrápil Ferrari, aby nakonec dokončil třetí.
Téhož roku získal Řád čestné legie za sportovní zásluhy a reprezentaci Francie. Až do své smrti byl aktivním členem asociace jezdců.

## Vítězství
- 1927 Grand Prix de la Marne
- 1927 Grand Prix Reims
- 1929 Grand Prix Reims
- 1929 Grand Prix Antibes
- 1930 Grand Prix Pau
- 1930 Grand Prix Alžírska
- 1934 24 h Le Mans
- 1936 Grand Prix Pau
- 1949 Grand Prix Paris

## Formule 1
- 1950 17. místo
- 1951 bez bodů
- 1952 bez bodů

- 12 Grand Prix
- 0 vítězství
- 0 pole positions
- 0 nejrychlejších kol
- 3 bodů
- 0 x podium

| Rok  | 1   | 2   | 3   | 4   | 5   | 6   | 7   | 8   | 9 | 10 | 11 |
| ---- | --- | --- | --- | --- | --- | --- | --- | --- | - | -- | -- |
| 1950 | GB  | MON | 500 | ŠVÝ | BEL | FRA | ITA | *   | * | *  | *  |
| 1951 | ŠVÝ | 500 | BEL | FRA | GB  | NĚM | ITA | ŠPA | * | *  | *  |
| 1952 | ŠVÝ | 500 | BEL | FRA | GB  | NĚM | NL  | ITA | * | *  | *  |

## Nejlepší umístění na mistrovství světa F1
- 1950 5. místo Grand Prix Francie 1950
- 1950 5. místo Grand Prix Itálie 1950